# サンターガタ・フォッシーリ
サンターガタ・フォッシーリ（伊: Sant'Agata Fossili）は、イタリア共和国ピエモンテ州アレッサンドリア県にある、人口約400人の基礎自治体（コムーネ）。

## 地理

### 位置・広がり
| 隣接するコムーネは以下の通り。 - カレッツァーノ - カッサーノ・スピーノラ - カステッラーニア・コッピ - サルディリアーノ |

### 地震分類
イタリアの地震リスク階級 (it) では、3 に分類される
。

## 行政

### 分離集落
サンターガタ・フォッシーリには、以下の分離集落（フラツィオーネ）がある。
- Giusolana, Podigliano, Torre Sterpi